# مدينة الشرق (الأردن)
مدينة الشرق منطقة سكنية في محافظة الزرقاء في الأردن. تعرف اليوم باسم بمدينة الملك عبد الله بن عبدالعزيز بن عبد الرحمن آل سعود.
أُعلن عن البدء بمشروع بناء مدينة الشرق في عام 2006 في المساحة التي كانت تقوم عليها معسكرات للجيش الأردني بعد نقل هذه المعسكرات لمنطقة خو ويتوقع لمدينة الشرق ان تكون مدينة الزرقاء الحديثة وان تضاهي المناطق الراقية في العاصمة عمان.
بني المشروع على عدة مراحل وقُسم إلى أجزاء يضم بعضها عمارات سكنية كشقق واخر فلل سكنية متلاصقة إضافة إلى توافر قطع أراض للبيع.